# アブドッラー・ビン・ハリーファ・アール＝サーニー
シャイフ・アブドッラー・ビン・ハリーファ・アール＝サーニー（アラビア語: عبد الله بن خليفة آل ثاني、英語: Abdullah bin Khalifa Al Thani、1959年 -）はカタールの王族、元首相、現首長特別顧問、馬主。ウンム・カルンの創設者。前首長ハマドの異母弟。

## 主な所有馬

### サラブレッド
- フレンチフィフティーン French Fifteen[4]（ジェベル賞（英語版））
- チャームスピリット Charm Spirit（ジャンプラ賞[5]、ムーラン・ド・ロンシャン賞、クイーンエリザベス2世ステークス[6]）

### 純血アラブ
- ジェネラル　General（アラビアンワールドカップ）